# Jüdischer Friedhof (Rödingen)

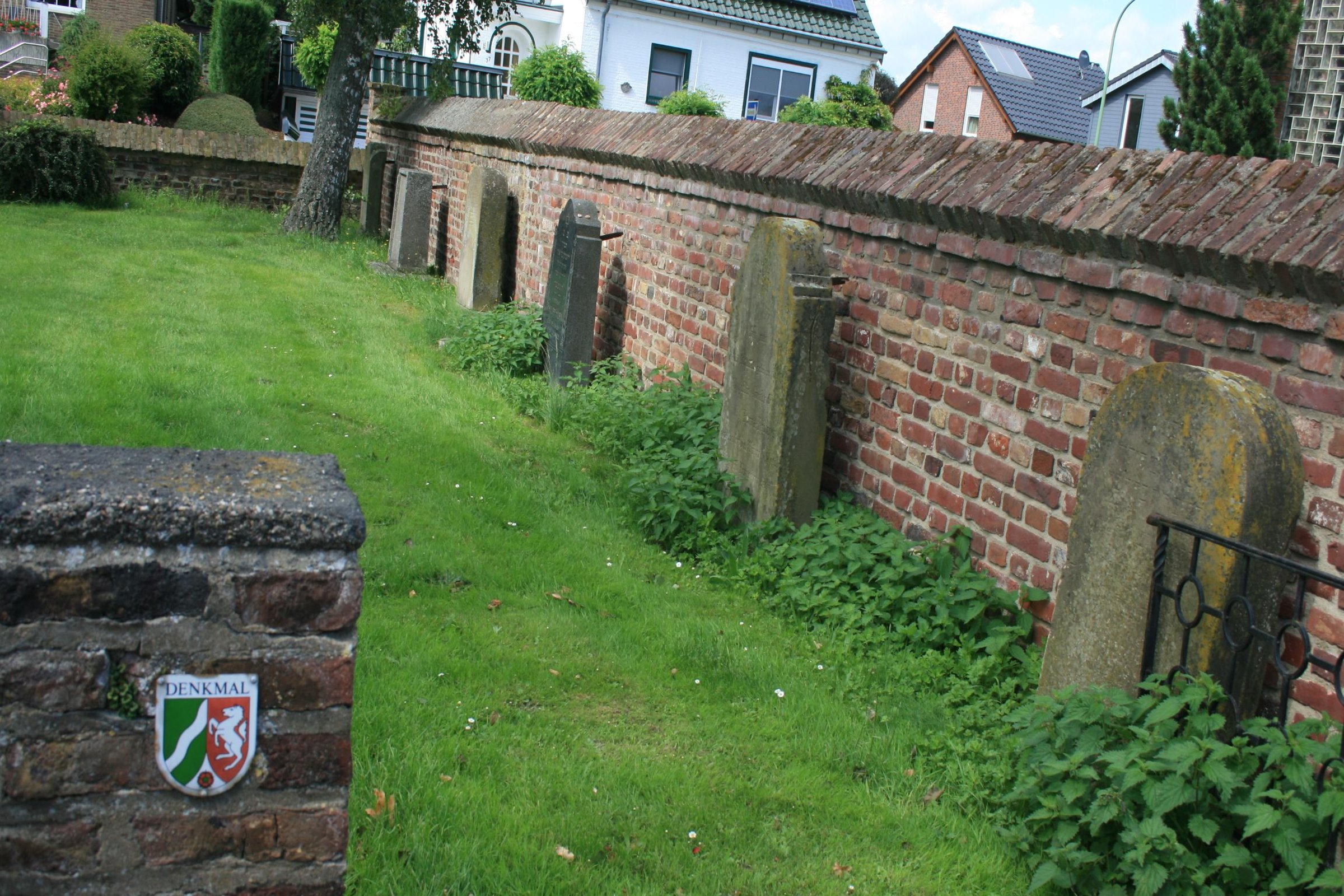
Jüdischer Friedhof in Rödingen

Der Jüdische Friedhof liegt in Rödingen, einem Ortsteil der Gemeinde Titz im Kreis Düren (Nordrhein-Westfalen).
Als weiteres Zeugnis der ehemaligen jüdischen Gemeinde Rödingen befindet sich im Dorf die einzige erhaltene Synagoge im Kreis Düren, die ehemalige Synagoge Titz-Rödingen. 2009 wurde hier das LVR Kulturhaus Landsynagoge Rödingen eingerichtet. Interessierte können nun die Synagoge und eine Dauerausstellung zum rheinischen Landjugendtum besuchen. Das Kulturhaus bietet auch Führungen zum Friedhof an.

## Geschichte
Der jüdische Friedhof wurde vor 1745 angelegt. Philipp Ullmann kaufte 1820 am südlichen Ortsrand ein Grundstück zur Erweiterung des Friedhofes. 1860 erfolgte eine erneute Erweiterung auf zwölf Ar. 1939 musste das Grundstück verkauft werden. Der damalige Landwirt und Ehrenbürgermeister C. erwarb das Grundstück für 600 Reichsmark. Es wurde eine 30-jährige Ruhefrist festgelegt, beginnend mit der letzten Beerdigung von 1935. 1954 wurde ein Teil des Friedhofes wiederhergestellt. Es sind noch 15 Grabsteine (Mazewot) vorhanden. Heute liegt der Friedhof in einem Wohngebiet. Er ist von einer Mauer umgeben. An drei Seiten der Mauer sind die Grabmale aufgestellt. Vor 1938/1945 haben auf dem Gelände weitere Grabmale gestanden, über deren Verbleib ist aber nichts konkretes bekannt.

## Denkmal
Der Friedhof wurde von der Gemeinde Titz am 24. April 1986 in die Denkmalliste eingetragen. Die Denkmalbeschreibung lautet: 19. Jh. von einer Backsteinmauer umgebenes Grünareal, an der Mauer aufgestellte Grabsteine, überwiegend aus Sandstein, innere Fläche Rasen. Bedeutend für die Geschichte des Menschen, erhaltenswert aus wissenschaftlichen, besonders ortsgeschichtlichen Gründen.